# Зеленорощинское сельское поселение (Бугульминский район)
Зеленорощинское се́льское поселе́ние — муниципальное образование в Бугульминском районе Татарстана Российской Федерации.
Административный центр — деревня Зелёная Роща.

## История
Статус и границы сельского поселения установлены Законом Республики Татарстан от 31 января 2005 года № 18-ЗРТ «Об установлении границ территорий и статусе муниципального образования "Бугульминский муниципальный район" и муниципальных образований в его составе».
Экономико-географическое положение Зеленорощинского сельского поселения в системе расселения Бугульминского муниципального района.
Зеленорощинское сельское поселение образовано в соответствии с Законом Республики Татарстан от 31 января 2005 года № 18-ЗРТ «Об установлении границ территорий и статусе муниципального образования "Бугульминский муниципальный район" и муниципальных образований в его составе». 
В состав Зеленорощинского сельского поселения входят: деревня Зеленая Роща (административный центр), деревни Забугоровка, Надеждино, Яналиф, поселок железнодорожного разъезда Базаровка, н.п. Подстанция-500. 
Поселение расположено на юго–востоке Республики Татарстан, в юго-западной части Бугульминского муниципального района, Зеленорощинское сельское поселение граничит на севере с г. Бугульма, на северо-востоке с Малобугульминским сельским поселением, на востоке со Спасским сельским поселением, юго-востоке с Петровским сельским поселением, на юге и юго-западе и западе с Акбашским сельским поселением, на  северо-западе с Вязовским сельским поселением Бугульминского муниципального района.
Общая площадь Зеленорощинского сельского поселения составляет , в т.ч. площадь населенных пунктов , из них: д. Зеленая Роща – , н.п. Подстанция-500 – , д. Забугоровка - , д.Надеждино – , д. Яналиф - , п. ж/д. разъезда Базаровка – . 
К особенностям экономико-географического положения следует отнести непосредственную близость к районному центру – г.Бугульма, с которым Зеленорощинского сельское поселение имеет общую границу с наиболее привлекательной для бугульминцев по природно-экологическим параметрам южной и юго-западной стороны от города Бугульма, а также прохождение по территории поселения западного объездного участка вокруг г.Бугульма автомагистрали федерального значения Казань – Бугульма – Оренбург (автодорога № 1р-239), интенсивную добычу нефти во всем рассматриваемом регионе, обусловленную этой добычей развитую транспортную и энергетическую инфраструктуру. 
Организация отдыха местного населения] 
Наличие и территориальное размещение задействованных в туристской индустрии объектов и ресурсов формируют туристско-рекреационный потенциал территории, оценка которого была проведена в рамках Схемы территориального планирования Бугульминского муниципального района Республики Татарстан. По результатам оценки потенциала среди поселений Бугульминского района Зеленорощинское сельское поселение вошло в группу с благоприятной оценкой территории для рекреационных целей. 
На оценку влияет значительное число факторов, в том числе такие, как залесенные территории, соседствующие с водными объектами, отсутствие крупных источников загрязнения среды, наличие особо охраняемых природных территорий. 
Рекреационные ресурсы поселения представлены защитными лесами, которые используются для отдыха местным населением (сбор и заготовка лесных плодовых, ягодных, декоративных растений, лекарственных растений, ведение охотничьего хозяйства). Однако в особо засушливые годы в связи с высокой пожароопасностью населению (местному и приезжему) не рекомендуются, а порой и запрещаются походы в лес.
Необходимо отметить близкое расположение лесных массивов к населенным пунктам поселения, что позволяет использовать их территорию практически каждодневно, а также повышает привлекательность населенных пунктов для размещения дач.
Основным местом отдыха жителей поселения в летний период является водоем, расположенный между населенными пунктами Надеждино и Яналиф,   активно используемый для купания. 
Реки, протекающие на территории Зеленорощинского поселения маловодны, использование их возможно для организации экологических  троп, как для взрослых, так и для детей.
На территории поселения существует большое количество родников, в том числе благоустроенных, которые также используются местным населением как места отдыха. 
Таким образом, рекреационный потенциал лесных и водных ресурсов представляется основным на территории Зеленорощинского сельского поселения. Площадь лесного фонда поселения составляет 1573,68  га. Имеются также площади земель сельхозназначения, покрытые древесно-кустарниковой растительностью, луга и пастбища, также обладающие природно-рекреационными свойствами.
Также на территории поселения имеется Памятник природы регионального значения «Петровские сосны».
Кроме того на территории населенных пунктов поселения имеются озелененные территории общего пользования, которые также можно использовать для рекреационных целей.
Особо охраняемые природные территории
На территории Зеленорощинского сельского поселения расположены особо охраняемые природные территории: памятник природы (далее ПП) регионального значения «Петровские сосны» (учрежденный постановлением СМ ТАССР от 24 апреля . №167 и постановлением КМ РТ от 29 декабря . № 644). 
ПП «Петровские сосны» представляет собой массив леса площадью на крутом склоне южной экспозиции. Разреженный древостой образован отдельно стоящими живописными соснами в возрасте более 100 лет. Под их пологом в условиях ограниченной освещенности произрастает более 50 степных и луговых видов растений, среди которых миндаль низкий, спирея зверобоелистная, полынь армянская, василек русский, истод сибирский, лук шаровидный и др. занесены в Красную книгу РТ.  Фауна не изучалась. Наряду с естественными природными экосистемами в территорию охраняемого памятника  входит и старинный парк с постройками XIX века, используемые в настоящее время как база отдыха. К парку примыкает живописный пруд с множеством родников по берегам. Памятник природы имеет эстетическое и научное значение.
Комплексная оценка территории]
Зеленорощинское сельское поселение характеризуется благоприятными транспортными условиями, связанными с близостью к г.Бугульма, низкой степенью проявления опасных природных процессов, наличием крупных зеленых массивов. Поселение отличается благоприятными климатическими и почвенными условия, отсутствием производственных объектов, негативно воздействующих на окружающую среду, умеренным потенциалом загрязнения атмосферы. 
Таким образом, комплексная оценка, проведенная для всей территории Бугульминского муниципального района, показала, что Зеленорощинское сельское поселение - как оперативно-территориальная единица района - характеризуется благоприятными условиями для градостроительной и рекреационной деятельности, особо благоприятными условиями  -  для сельскохозяйственной деятельности

## Население
| 2010  | 2011  | 2012  | 2013  | 2014  | 2015  | 2016  |
| ----- | ----- | ----- | ----- | ----- | ----- | ----- |
| 1455  | ↘1453 | ↗1462 | ↘1447 | ↘1431 | ↘1411 | ↘1392 |
| 2017  | 2018  |       |       |       |       |       |
| ↘1368 | ↘1344 |       |       |       |       |       |

## Состав сельского поселения
| № | Населённый пункт | Тип населённого пункта            | Население |
| - | ---------------- | --------------------------------- | --------- |
| 1 | Базаровка        | посёлок железнодорожного разъезда |           |
| 2 | Забугоровка      | деревня                           |           |
| 3 | Зелёная Роща     | деревня, административный центр   |           |
| 4 | Надеждино        | деревня                           |           |
| 5 | Яналиф           | деревня                           |           |